# Playa de Troenzo (Llanes)
La playa de Troenzo se encuentra en la localidad de Celorio, municipio de Llanes (Asturias, España).
Tiene forma de concha, presentando una longitud de 120 metros, con una anchura variable pero que puede considerarse de unos 60 metros de media. Se ubica en la Costa Oriental de Asturias, en un entorno rural de muy fácil acceso tanto a pie como en vehículo rodado, contando con un aparcamiento no vigilado de entre 50 y 100 plazas. Se enmarca en las playas del Costa Verde y está considerada paisaje protegido, desde el punto de vista medioambiental (por su vegetación). Por este motivo está integrada en el Paisaje Protegido de la Costa Oriental de Asturias.

## Descripción
Se trata de una playa semiurbana que cuenta con una alta afluencia de público. Se encuentra muy resguardada, formando parte de un entorno declarado "Paisaje Protegido". Cuenta con una extensa playa de fina y blanca arena que permite disfrutar de unas aguas tranquilas. No posee ningún tipo de servicio ni equipamiento, salvo el acceso hasta la playa y el aparcamiento para automóviles. La playa tiene unos 70 m de longitud, forma de concha, aguas tranquilas y acceso peatonal.